# チョップリン
チョップリンは、吉本興業所属のお笑いコンビ。1999年結成。2020年3月まで松竹芸能に所属。2020年10月23日、お笑いユニット「ザ・プラン9」に正式加入となった。

## メンバー
- 小林 幸太郎（こばやし こうたろう、1975年9月30日（49歳） - ）血液型はO型。
  - 兵庫県芦屋市出身。ボケ担当。身長172cm、体重56kg。既婚、一児の父。
- 西野 恭之介（にしの きょうのすけ、1976年2月23日（49歳） - ）血液型はA型。
  - 兵庫県芦屋市出身。ツッコミ担当。身長177cm、体重61kg。既婚、一児の父。

## 芸風
- 主にコントを披露する。内容は独創的でシュールなものが多いという印象があるが、ライブなどではベタなネタもやっている。
- M-1グランプリにも出場している通り漫才をしないわけではない。しかし、NHK上方漫才コンテスト、上方漫才大賞ではコントを披露した。
- 彼らの持ちネタである「ティッシュ」[3]は、大竹まこと（ABCお笑い新人グランプリ）や立川談志（談志・陳平の言いたい放だい）に賞賛されている。大竹に至っては2004年にシティボーイズの「シティボーイズミックス PRESENTS だめな人の前をメザシを持って移動中」のゲストに招聘したほどである。

## 略歴
小学校から高校まで（芦屋市立潮見小学校、芦屋市立潮見中学校、神港学園神港高等学校）同じ学校の出身。当初同級生5人で芸人になる予定だったが小林と西野が先に芸人になり、他の3人が芸人になるのを断念したため、結局2人で続けた。当初は吉本興業の心斎橋筋2丁目劇場のオーディションを受けていた事もある。
2014年4月から約一年間活動拠点を大阪から東京に変更したが、元々地元好きだった事もあり大阪に戻った。
2018年、小林が西中島きなこと音楽ユニット『チョップリン小林+西中島きなこ』を結成。同年3月・4月にシングルをリリースした。
2019年11月に行ったコントライブ「蔵出しライブvol.2」が、令和元年度（第74回）文化庁芸術祭における大衆芸能部門で優秀賞を受賞した。
2020年3月をもって松竹芸能を退社し、フリーに転向。同年10月19日より、吉本興業に所属。
2020年10月23日、ザ・プラン9に新メンバー「コヴァンサン」「きょうくん」として加入した事を発表。以降は兼ねてから続けて来たラジオ番組「日曜チョップリン」には今後も出演を続けるもコンビとしての活動予定は無いとされたが、小林は翌日のブログ掲載記事にて「（ザ・プラン9のメンバーが）個々でも活動しているので、（チョップリン）2人での仕事依頼があったり新生プラン9のプラスになるようであれば活動したいし、ならないようであればしないしその辺は流動的でかっちりとは決めていない」と言及した。
また後日、公式YouTubeチャンネル『チョップリン凸劇場』内にて「解散した訳ではない」と明言しており、今後もチャンネル更新を継続していく事が発表された（その後、ラジオ番組「日曜チョップリン」は『日曜チョップラン』としてリニューアルされ、2021年3月まで放送された）。

## エピソード
- 小林は野球好きであり、コントでも野球やスポーツなどがよく登場する。阪神ファン（最近は埼玉西武ライオンズを応援している）で本人自身も草野球チームを持っており、監督兼投手である。若い頃からコム・デ・ギャルソンが好き。しかし最近はお金がないため、無印良品やユニクロ(本人はムジクロとよんでいる）などのシンプルな物を着用している。
- 西野はテニスインストラクターの資格を持つ。そのためか、博士と助手〜細かすぎて伝わらないモノマネ選手権〜の第10回～12回にて、テニスに関するものまねを披露している。基本的に外国の元テニスプレーヤーが中心（一度だけボールボーイのまね）。
- 単独ライブにおいて、西野の締め言葉は「また、お会い、したい!」である。
- 爆笑オンエアバトルにおいては、2002年から2009年までの7年間（後継番組の「オンバト+」では2013年度のみ出場）常連組として長きに渡って出場していたが、2006年度までは4勝10敗と相性が悪く苦戦していた。2007年度からは成績が安定していき、同年6月8日放送回から2009年2月12日放送回まで自己最多となる8連勝を記録した。因みに1位から10位まですべての順位を経験している[11]。また、過去3度年間4勝および3勝[12]を達成しているが、どの年度もキロバトルが足りずチャンピオン大会出場は果たしていない。20回目の挑戦で初の勝率五割を達成。
- 漫画家の畑健二郎とは中学校の同級生。
- 小林は高校2年の時、超新塾のイーグル溝神とクラスメイトだった。
- 東京進出に際し、新宿から近いとこで家賃5万台の部屋を探した結果西調布行く羽目になり更にそのマンションの部屋も空き部屋の関係で2人で同じマンションの隣同士の部屋を借りた。（西野、小林共に単身赴任。）
- 東京進出した際に大阪松竹から東京松竹への移籍手続きを確認しないまま上京した結果しばらく東京でのマネージメントが受けれなかった。
- 心斎橋筋2丁目劇場出演時に見せたネタは「小林のヘソ毛と文鳥とを紐で繋ぎ、文鳥と漫才をする」というシュールなネタであった。しかし、このネタを見た客席の若い女性から悲鳴が上がり、直後に劇場の支配人から出入り禁止を言い渡されてしまった。このことがきっかけで吉本入りを諦め、松竹芸能入りすることとなったと言う[13]。その後、2020年のザ・プラン9加入に伴い二十数年の歳月を経て吉本興業入りを果たす事となった。

## イベント
- 「COFFEE&CHOPLIN」- コントをセットではなく、実際のリアルな場所でやってみたいという思いから、喫茶店でコントをするという設定を思いついた。客は偶然居合わせたという体裁で、チョップリンはあるときは店員・あるときは客・あるときはチョップリン本人としてコントを繰り広げた。2007年はカレー屋、2008年はライブハウスでも同じコンセプトで行った。
  - 2006年夏 - 大阪市本町・マンゲイラ｢COFFEE&CHOPLIN｣　2回公演
  - 2007年夏 - カンテ・グランデ本町店（大阪市）｢CURRY&CHOPLIN｣　2回公演
  - 2008年夏 - 大阪市 梅田シャングリラ｢ROCK&CHOPLIN｣　1回公演
- 2008年秋、西野がソロトークライブを考えて、｢COFFEE&CHOPLIN｣を踏まえて発案したのが｢COFFEE&NISHINO｣であり、地元・芦屋の後輩で馴染みのライター・鈴木淳史から取材を喫茶店で受けるというシチュエーションコントの設定を基に、それを偶然居合わせたという体裁のお客様が盗み聞き覗き見するという異型のスタイルに辿り着いた。客席30席という密室ライブで、ゲストを呼び、対談取材というスタイルも行った。
  - 2008年11月 - 　マンゲイラ｢COFFEE&NISHINO｣2回公演
  - 2009年1月 - ディグミーアウトカフェ｢COFFEE & CHOPLIN TALK LIVE｣（※｢Lマガジンさよならイベント｣とのコラボ、西野だけではなく、チョップリンとしての形。）
  - 2009年3月 - マンゲイラ｢COFFEE&NISHINO｣（ゲスト・横山たかし。ゲストを招いたのは初。この日の第二部では小林、そして後輩と共に｢COFFEE&大喜利｣を行う。机の上にカメラを設置して、スクリーンに答えが出るシステムだった。）
  - 2009年3月 - マンゲイラ｢COFFEE&NISHINO｣2回公演（ゲスト・お〜い!久馬（ザ・プラン9））
  - 2009年6月 - マンゲイラ｢COFFEE&NISHINO｣1回公演（ゲスト・矢野勝也（矢野・兵動） 雑誌｢ミーツ｣から声をかけられ、イベントレポを載せてもらえる事になった。）
  - 2009年7月 - マンゲイラ｢COFFEE&NISHINO｣1回公演（ゲスト・夙川アトム 初の東京ゲストであり、地元が隣り合わせである。）
  - 2009年7月 - マンゲイラ｢COFFEE&NISHINO｣2回公演（ゲスト・笑い飯・哲夫 60分中、40分が哲夫の“うんこ話”に）
- 「talent school & choplin」‐某芸能事務所のタレントスクールという設定にて客はそのタレントスクールの生徒として、講師や生徒に扮するチョップリンや出演者と共に授業に参加する形のイベント。
  - 2012年5月19日‐第一回
  - 2012年9月29日‐第二回
- ザ・プラン9やヨーロッパ企画等とイベントや番組でコントを行っている。

## 賞レース成績・受賞歴など

### キングオブコント
- 2008年 キングオブコント2008 準決勝敗退
- 2009年 キングオブコント2009 準決勝敗退
- 2011年 キングオブコント2011 準決勝敗退
- 2014年 キングオブコント2014 準決勝敗退
- 2015年 キングオブコント2015 準決勝敗退
- 2016年 キングオブコント2016 準決勝敗退

### その他
- 2003年 第24回ABCお笑い新人グランプリ 最優秀新人賞
- 2003年 第38回上方漫才大賞 優秀新人賞
- 2003年 第32回上方お笑い大賞 新人賞
- 2003年 M-1グランプリ2003 準決勝敗退
- 2006年 第36回NHK上方漫才コンテスト 最優秀賞
- 2010年 R-1ぐらんぷり2010 準決勝敗退（小林）
- 2019年 第74回文化庁芸術祭賞 優秀賞

## 出演番組

### テレビバラエティ
- 爆笑オンエアバトル（NHK）戦績12勝11敗 最高489KB
- 新しい波8（フジテレビ）
- 新すぃ日本語（TBS）
- あざーっす!（TBS）（放送終了）
- 虎の門（テレビ朝日系列）※不定期
- ますだおかだ角パァ!（ABCテレビ）
- チョップリン凸劇場（ABCテレビ）※冠番組
- コントカーニバル（ABCテレビ）
- イエヤス（CBC）
- お笑い登龍門 ガッハ（フジテレビ）
- 笑いの金メダル（テレビ朝日）
- チョップリン・なすなかにしのめっさGO! （四国放送）（放送終了）
- チョップリンのめっさGO!+1　毎週日曜日 21:00～22:00 （四国放送）
- わらいのちから（西野のみ、CATV系）
- 爆笑レッドカーペット（フジテレビ）
- 爆笑ピンクカーペット（フジテレビ）二番組ともキャッチコピーは「孤高のコント職人」
- ちりとてちん（西野のみ、NHK）
- ゼベック・オンライン (2004年12月20日、TOKYO MX)
- 博士と助手〜細かすぎて伝わらないモノマネ選手権〜（西野のみ、第10回～12回）
- なだぎ式殺人事件（2009年2月3日、ABCテレビ）
- 30秒ケータイ投稿番組「HAMPUNマスター」（ケーブルテレビ他）（終了）
- 上方演芸ホール（NHK大阪放送局）
- ゴールドラッシュ2006〜若き芸人たちが開くイロモネアの夜明け（2006年1月2日、TBS）
- ジャガイモン（2009年11月12日、テレ朝チャンネル）
- エンタの天使（2010年3月24日、日本テレビ） ‐ 元々は『エンタの神様』の番組中で収録されたものだったが、未放映だったため為こちらの第15回で放送。キャッチコピーは「おっさんだらけの小学校」。
- 笑・神・降・臨（NHK総合、2010年10月2日）
- オンバト+ (NHK総合) 戦績2勝2敗 最高477KB

### テレビドラマ
- サクラとさつき（2011年4月1日、ABCテレビ） ‐ 小林のみ・主人公が泊まるモーテルの従業員 役

### ラジオ
- オーケイ・チョップリンのラジオGAYA （KBS京都ラジオ）（放送終了）
- オーケイ・チョップリンのメキペキ　毎週日曜日 23:00～23:30 （KBS京都ラジオ）
- 日曜チョップリン（ラジオ関西、2018年10月29日 - 、隔週日曜25:00 ‐ 25:30）

### ミュージックビデオ
- 西中島きなこ＋吉田靖直「グイグイ来る人」[14]

## DVD
- チョップリン凸劇場＜VHS＞(ABCテレビ) 約1000本の発注による限定販売、このビデオに入っているコントは全てDVD版に収録されている。
- チョップリン凸劇場（コロムビアミュージックエンタテインメント）
- 松竹芸能LIVE Vol.3 チョップリン~ULTRA SIMPLE~　（松竹ホームビデオ）
- チョップリン LIVE 中年（コロムビアミュージックエンタテインメント）
- シティボーイズミックス PRESENTS 「だめな人の前をメザシを持って移動中」（コロムビアミュージックエンタテインメント）